# ビクトル・ハネスク
ビクトル・ハネスク（Victor Hănescu, 1981年7月21日 - ）は、ルーマニア・ブカレスト出身の男子プロテニス選手。ATPツアーでシングルス1勝、ダブルス2勝を挙げた。自己最高ランキングはシングルス26位、ダブルス92位。身長198cm、体重85kgの長身選手。

## 来歴
ハネスクは7歳からテニスを始めたきっかけについて、自ら「7歳の時、バスケットボールのクラブに入りたくなった。背は高かったが（バスケットボールをするには）まだ幼すぎると言われ、すぐ近くにあった2面のテニスコートを見て、代わりにテニスを始めた」と話している。2000年に19歳でプロ入り。2001年から男子テニス国別対抗戦デビスカップルーマニア代表選手に選ばれ、以来11年連続で団体戦出場を続けている。2003年全仏オープンで4大大会に初出場し、全仏とウィンブルドン選手権の2大会連続で3回戦に進出した。この後2004年アテネ五輪でオリンピック初出場を果たす。
ビクトル・ハネスクが世界的な知名度を獲得したのは、2005年全仏オープンのベスト8進出である。当時世界ランキング90位だったハネスクは、4回戦でダビド・ナルバンディアンを6-3, 4-6, 5-7, 6-1, 6-2で破る勝利を挙げた後、第1シードのロジャー・フェデラーに2-6, 6-7, 3-6のストレートで敗れた。ところが、デビスカップ2006ワールドグループ1回戦で、ハネスクはアメリカ代表との対戦中に腹部の靱帯断裂を起こしてしまい、第3試合のダブルスを途中棄権した。同時に背中の故障を患った彼は、2006年5月から長期間の戦線離脱を経験し、世界ランキングも大幅に下降した。デビスカップ2007ワールドグループ・プレーオフで、ルーマニア代表は対日本戦のため大阪府門真市のなみはやドームでプレーしたことがある。ハネスクは鈴木貴男との第1試合で敗れたが、最終第5試合で添田豪に6-3, 5-7, 7-6, 7-6で勝利し、ルーマニアはワールドグループ残留を決めた。
2008年夏、ハネスクはついに男子ツアーのタイトルを獲得し、7月第1週のスイス・オープン・グシュタード決勝でイーゴリ・アンドレエフを破ってシングルス初優勝を決めた。翌週のオーストリア・オープンでは、ジェームズ・セレターニと組んでダブルス初優勝を達成する。2度目のオリンピック出場となった北京五輪では、シングルスでガエル・モンフィスとの2回戦に進んだ。2009年全仏オープンで、ハネスクは初めて第30シードに選ばれ、4年ぶりの全仏4回戦に進出した。3回戦で地元フランスの第7シードのジル・シモンを6-4, 6-4, 6-2のストレートで破ったが、4回戦ではフェルナンド・ゴンサレスに2-6, 4-6, 2-6で完敗し、4年ぶりの準々決勝進出はならなかった。
ハネスクは2016年6月に地元ルーマニアの下部大会に出場したのを最後に公式戦出場から遠ざかっている。

## ATPツアー決勝進出結果

### シングルス: 5回 (1勝4敗)
| 大会グレード                            |
| グランドスラム (0-0)                    |
| ATPワールドツアー・ファイナル (0-0)     |
| ATPワールドツアー・マスターズ1000 (0-0) |
| ATPワールドツアー・500シリーズ (0-0)    |
| ATPワールドツアー・250シリーズ (1-4)    |

| サーフェス別タイトル |
| ハード (0-0)         |
| クレー (1-4)         |
| 芝 (0-0)             |
| カーペット (0-0)     |

| サーフェス別タイトル |
| 屋外 (1-4)           |
| 室内 (0-0)           |

| 結果   | No. | 決勝日        | 大会               | サーフェス | 対戦相手                 | スコア           |
| ------ | --- | ------------- | ------------------ | ---------- | ------------------------ | ---------------- |
| 準優勝 | 1.  | 2007年9月16日 | ブカレスト         | クレー     | ジル・シモン             | 6–4, 3–6, 2–6    |
| 優勝   | 1.  | 2008年7月13日 | グシュタード       | クレー     | イーゴリ・アンドレエフ   | 6–3, 6–4         |
| 準優勝 | 2.  | 2009年7月12日 | シュトゥットガルト | クレー     | ジェレミー・シャルディー | 6–1, 3–6, 4–6    |
| 準優勝 | 3.  | 2010年4月11日 | カサブランカ       | クレー     | スタニスラス・ワウリンカ | 2–6, 3–6         |
| 準優勝 | 4.  | 2011年5月21日 | ニース             | クレー     | ニコラス・アルマグロ     | 7–6(5), 3–6, 3–6 |

### ダブルス: 4回 (2勝2敗)
| 結果   | No. | 決勝日        | 大会               | サーフェス | パートナー             | 対戦相手                                          | スコア        |
| ------ | --- | ------------- | ------------------ | ---------- | ---------------------- | ------------------------------------------------- | ------------- |
| 準優勝 | 1.  | 2005年9月18日 | ブカレスト         | クレー     | アンドレイ・パベル     | ホセ・アカスソ セバスティアン・プリエト           | 3–6, 6–4, 3–6 |
| 優勝   | 1.  | 2008年7月14日 | キッツビュール     | クレー     | ジェームズ・セレターニ | ルーカス・アーノルド・カー オリビエ・ロクス       | 6–3, 7–5      |
| 準優勝 | 2.  | 2009年7月13日 | シュトゥットガルト | クレー     | ホリア・テカウ         | フランティシェク・チェルマク ミハル・メルティナク | 5–7, 4–6      |
| 優勝   | 2.  | 2011年2月16日 | アカプルコ         | クレー     | ホリア・テカウ         | マルセロ・メロ ブルーノ・ソアレス                 | 6–1, 6–3      |

## 4大大会シングルス成績
略語の説明
| W | F | SF | QF | #R | RR | Q# | LQ | A | Z# | PO | G | S | B | NMS | P | NH |

W=優勝, F=準優勝, SF=ベスト4, QF=ベスト8, #R=#回戦敗退, RR=ラウンドロビン敗退, Q#=予選#回戦敗退, LQ=予選敗退, A=大会不参加, Z#=デビスカップ/BJKカップ地域ゾーン, PO=デビスカップ/BJKカッププレーオフ, G=オリンピック金メダル, S=オリンピック銀メダル, B=オリンピック銅メダル, NMS=マスターズシリーズから降格, P=開催延期, NH=開催なし.
| 大会           | 2002 | 2003 | 2004 | 2005 | 2006 | 2007 | 2008 | 2009 | 2010 | 2011 | 2012 | 2013 | 2014 | 2015 | 通算成績 |
| -------------- | ---- | ---- | ---- | ---- | ---- | ---- | ---- | ---- | ---- | ---- | ---- | ---- | ---- | ---- | -------- |
| 全豪オープン   | A    | A    | 1R   | 2R   | 1R   | 1R   | 1R   | 2R   | 2R   | 1R   | 1R   | 1R   | 2R   | A    | 4–11     |
| 全仏オープン   | LQ   | 3R   | 2R   | QF   | A    | 1R   | 2R   | 4R   | 3R   | 2R   | 1R   | 3R   | 1R   | LQ   | 16–11    |
| ウィンブルドン | A    | 3R   | 1R   | 2R   | A    | A    | 2R   | 3R   | 3R   | 2R   | A    | 1R   | 1R   | LQ   | 9–9      |
| 全米オープン   | A    | 1R   | 1R   | 1R   | A    | A    | 2R   | 1R   | 2R   | 1R   | A    | 1R   | LQ   | A    | 2–8      |